# Васил Мончев
Васил Мончев е български революционер, деец на Вътрешната македоно-одринска революционна организация.

## Биография
Мончев е роден през 1847 година в град Прилеп, тогава в Османската империя. Работи като учител, книжар и става член на ВМОРО. Мести се в Солун, където неговите хотели Бошнак хан и хотел „Вардар“ стават средища на революционната организация, като Мончев е сред първите посветени дейци. Влиза в Солунския окръжен комитет на организацията заедно с ръководителя Антон Димитров и членовете Тодор Гавазов, Стефан Матлиев и Христо Червениванов.
Гевгелийският ръководител на ВМОРО Илия Докторов пише:
| „ | Главните свърталища на революционерите в Солун бяха „Бошнак хан“, чийто съдържател бе Васил Мончев, най-довереното лице на членовете на Централния комитет и техните помощници. Той бе лицето, което устройваше срещите в неговия хотел-хан на дошлите от провинциалните градове по-видни дейци с някои от членовете на Централния комитет. | “ |

Тодор Попадамов пише за Васил Мончев:
| „ | Още младъ, той се проявява като много буденъ и интелигентенъ гражданинъ и взима живо участие въ борбитѣ за духовно възраждане на българитѣ отъ Прилепъ и околията. Въ Солунъ той е въ първитѣ редици на борцитѣ за политическа свобода на Македония. | “ |

Иван Крайничанец, собственик на „Първа българска аптека“ в Солун пише:
| „ | Съдържателят на хотела - Васил Мончев, родом от Прилеп бе един висок и развит човек с гъсти и завиткани мустаци. Под мирния и индеферентния му поглед се виждаше една благородна душа, твърд и кален в живота характер. Той без страх приемаше и изпращаше всички агенти и детективи, пред които се представляваше, че нищо не знае и нищо не е видел. Той бе довереното лице на организацията и вършеше много много деликатни поръчки, които му бяха поверени. С една дума конците на организационната мрежа на Вр. М. Р. комитет водеха в Солун - в Бошнак хан. | “ |

При Солунската афера в 1901 година, след като всички ръководители на организацията - Пере Тошев, Христо Матов, Иван Хаджиниколов, Христо Татарчев, попадат в затвора, Мончев координира усилията по органичаване на аферата, докато самият той не е арестуван от турските власти. През 1905 година е арестуван по Мацановата афера.
По време на Междусъюзническата война е арестуван от гръцките окупационни власти, заточен на остров Трикери, където умира през ноември 1913 година.
Христо Силянов пише за Мончев:
| „ | [Мончев] един оригинален мълчаливец, беше съдържател на гостилница и хотел, „Бошняк хан“, който после стана свърталище на всички революционери от Солун и провинцията и изигра историческа роля като конспиративно гнездо. Вечно търсен и обезпокояван от турците, бай Васил умееше да се справя с тях, запазвайки винаги спокойствие и самообладание. Той загина от ръката на днешните владетели на Солун, гърците. По-малкият му син Георги, много буен и възторжен момък, загина като четник. | “ |

Мончев е баща на дейците на ВМОРО Георги Мончев, Борис Мончев и Петър Мончев.

## Родословие
|  |  |  |  |  |  |  |  |              |              |              |              |              |              |  |  | Васил Мончев (1847 – 1913) |                            |                            |                            |                            |                            |  |  |                             |                             |                             |                             |                             |                             |  |  |                                  |                                  |                                  |                                  |                                  |                                  |
|  |  |  |  |  |  |  |  |              |              |              |              |              |              |  |  |                            |                            |                            |                            |                            |                            |  |  |                             |                             |                             |                             |                             |                             |  |  |                                  |                                  |                                  |                                  |                                  |                                  |
|  |  |  |  |  |  |  |  |              |              |              |              |              |              |  |  |                            |                            |                            |                            |                            |                            |  |  |                             |                             |                             |                             |                             |                             |  |  |                                  |                                  |                                  |                                  |                                  |                                  |
|  |  |  |  |  |  |  |  | Петър Мончев | Петър Мончев | Петър Мончев | Петър Мончев | Петър Мончев | Петър Мончев |  |  | Борис Мончев (1881 – 1942) | Борис Мончев (1881 – 1942) | Борис Мончев (1881 – 1942) | Борис Мончев (1881 – 1942) | Борис Мончев (1881 – 1942) | Борис Мончев (1881 – 1942) |  |  | Георги Мончев (1883 – 1913) | Георги Мончев (1883 – 1913) | Георги Мончев (1883 – 1913) | Георги Мончев (1883 – 1913) | Георги Мончев (1883 – 1913) | Георги Мончев (1883 – 1913) |  |  | Наталия Мончева (около 1883 – ?) | Наталия Мончева (около 1883 – ?) | Наталия Мончева (около 1883 – ?) | Наталия Мончева (около 1883 – ?) | Наталия Мончева (около 1883 – ?) | Наталия Мончева (около 1883 – ?) |